# Slim-Fast

Slim-Fast-Logo

Slim-Fast ist eine Marke, unter der diätunterstützende Formula-Diäten (Shakes) und Zwischenmahlzeiten (Riegel) für eine Reduktionsdiät hergestellt und vertrieben werden.
Slim Fast wirbt häufig mit Diäten prominenter Personen, die ihre Produkte einsetzen. Mitte der 1990er Jahre war Harry Wijnvoord in Deutschland einer der prominenten Werbeträger.
Lange Zeit benutzte Slim-Fast den Slogan „a shake for breakfast, a shake for lunch, then a sensible dinner“ („Ein Shake zum Frühstück, ein Shake zu Mittag, dann ein vernünftiges Abendessen“), um die Anwendung der Slim-Fast Produkte im Rahmen des Diätplans zu beschreiben. In letzter Zeit  versucht die Marke vor allem durch die Verknüpfung der Slim-Fast-Produkte mit der „Best Life Diät“ erfolgreich zu sein. Einer Studie von 2003 zufolge sind Langzeiterfolge mit Slim-Fast durchaus möglich, unter der Voraussetzung, dass sich Anwender streng an die Slim-Fast-Regeln halten.

## Geschichte
Slim-Fast wurde 1977 von Sim Daniel Abraham gegründet. 1987 nahm Abraham die Marke von der Börse und verkaufte sie im Jahr 2000 für 2,3 Milliarden Dollar an Unilever. Sie wurde unter anderem in den Vereinigten Staaten, Großbritannien, Irland, Deutschland und Brasilien vertrieben.
Ab etwa der Jahrtausendwende kämpfte Slim-Fast, wie viele andere Diätprodukte im Zuge des Aufkommens von sogenannten Low-Carb-Diäten, mit einem Verkaufszahlenrückgang (2002: 21 Prozent in einem Jahr). Darauf reagierte die Marke 2004 mit einer eigenen Low-Carb-Produktreihe, um diesen Teil des Marktes mit abzudecken. Des Weiteren wurden Slim-Fast-Optima-Produkte entwickelt, die im Vergleich zu den standardmäßigen Slim-Fast-Produkten einen noch geringeren Zuckergehalt haben sollen.
Aufgrund starker Absatzrückgänge wurde der Vertrieb in Deutschland um das Jahr 2005 von Allpharm übernommen. Im Jahr 2014 veräußerte Unilever einen Mehrheitsanteil an Slim-Fast an die US-amerikanische Beteiligungskapitalgesellschaft Kainos Capital.